# Forêt de Charnie
La forêt de Charnie est une forêt française située à l'est du département de la Mayenne et à l'ouest du département de la Sarthe. Elle occupe une bonne part de la Charnie, pays traditionnel de l'ancien comté du Maine, dont sont issus ces deux départements.
On distingue la forêt de la Grande-Charnie à l'ouest et la forêt de la Petite-Charnie à l'est. Ce sont des vestiges de l'ancienne forêt du Mans, dans laquelle le roi Charles VI a été pris de sa première crise de démence en 1392.

## Localisation
Dans la Mayenne : communes de Saint-Léger, Sainte-Suzanne-et-Chammes, Thorigné-en-Charnie, etc.
Dans la Sarthe : Parennes, Chemiré-en-Charnie, Joué-en-Charnie.
- à l'ouest Saint-Christophe-du-Luat, Livet et La Chapelle-Rainsouin,
- au sud, Bannes et Saulges,
- à l'est, dans la Sarthe, Neuvillette-en-Charnie, Chemiré-en-Charnie, Étival-en-Charnie, Joué-en-Charnie, Saint-Denis-d'Orques, Saint-Symphorien.

## Relief et hydrographie
La partie septentrionale est occupée par un relief collinaire atteignant l'altitude de 290 m au-dessus de Torcé-Viviers-en-Charnie). Elle est séparée des collines encore plus élevées des Coëvrons par une vallée large et profonde[Laquelle ?]. De ces reliefs partent quelques cours d'eau affluents de la Vègre, le Treulon, affluent de l'Erve et la Vaige. 
La partie méridionale de la Charnie, sillonnée par ces cours d'eau, est aussi accidentée, mais non montagneuse[pas clair], plus fertile que la première, en partie couverte de bois et de landes dont la superficie est moindre qu'autrefois.

## Toponymie

### Mentions anciennes
Le nom de Charnie est attesté à partir du IXe siècle sous les formes suivantes :
- Villa sita in pago Carnicence, nomine Bonalla en 838[3]
- Fecti in sylva Carnida quinque mansionilia en IXe siècle[4]
- Carneia en 989[5]
- Sylva de Salgia que est in Charnia en 1050[6]
- Boscum Charneie, circa 1090[7]
- Locum sancti Nicolai in sylva Carneta en 1109[8]
- Eccl. Sancti Nicolai in Charnia en 1197[9]
- Conventus de Charneia..., Vicus de Charneia en 1198[10]
- Olca que est ultra Carneriam in terra B.-M. en 1202[11]
- Joeyacum in Charneia en 1238[12]

### Étymologie
« La forêt de la baronnie de Sainte-Suzanne n'était autre que la Charnie, forêt immense, dont la ville et le château de Sainte-Suzanne occupaient à peu près le point central. Le nom de "Sainte-Suzanne" ne saurait remonter au-delà de notre première race. Il n'en est pas fait mention avant le XIe siècle. Le nom de la "Charnie" est d'une date bien antérieure. Le mot carneia ou ses dérivés, est fréquent dans les pays de l'ancienne Celtique, en Angleterre et en France. On lui donne plusieurs significations. Il semble que l'on y voit ordinairement attachée une idée de consécration, comme on le trouve à Carnack en Bretagne, dans le pays Chartrain, Carnutes, etc. » 
Selon certains[Qui ?], le nom de Charnie est issu du gaulois *carn (cf. Carnac, Charnay) qui signifie « pierre », suivi du suffixe gaulois à sens collectif -eta > Carn-ic- (le c de cette forme ancienne doit noter t, chose courante au début du Moyen Âge, c'est-à-dire *Carn-it-, -ensi est le suffixe latin localisant ajouté pour les besoins du texte rédigé dans cette langue), [Carn]-ida > -ie ou du suffixe gaulois [Carn]-ica > -ie, qui admettait la substantivation. Les formes anciennes en -eia s'expliquent par des formes françaises en -eie, latinisées maladroitement en -eia au Moyen Âge. Le sens global est donc « lieu où il y a des pierres » ou « lieu des pierres » . On y trouve en effet de nombreux monuments mégalithiques.

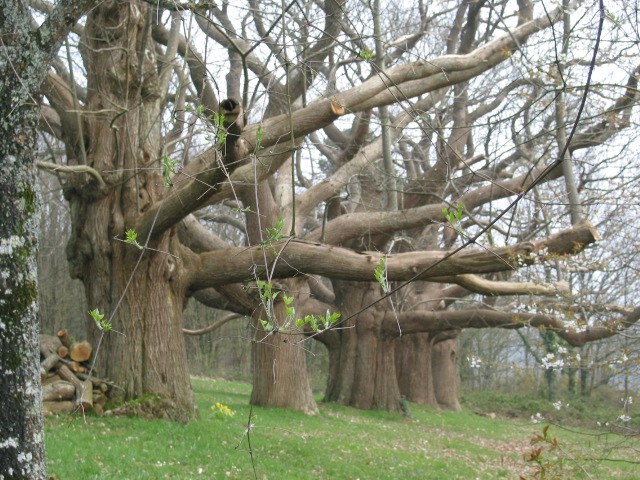

### Toponymes comportant le terme «Charnie»
Plusieurs communes et lieux-dits portent le nom de Charnie :
- Chemiré-en-Charnie (Sarthe), et le lieu-dit Étival-en-Charnie, où fut fondée en 1109 l' abbaye par Raoul VII de Beaumont, dans laquelle plusieurs vicomtes de Beaumont-au-Maine, Fresnay et Sainte-Suzanne-et-Chammes furent inhumés entre le début du XIIe siècle et le début du XIVe siècle : Raoul VII, Richard Ier, Raoul VIII et son épouse Agnès de La Flèche, Agnès épouse de Louis de Brienne, Jean Ier de Beaumont-Brienne.

- Joué-en-Charnie (Sarthe),
- Neuvillette-en-Charnie (Sarthe),
- Thorigné-en-Charnie (Mayenne),
- Torcé-Viviers-en-Charnie (Mayenne) : site du Tertre Blanc ; statue du Sacré-Cœur.
- l'ancienne Chartreuse du Parc-en-Charnie ou Parc-d'Orques, près du Bois du Creux de Saint-Denis-d'Orques, fondée en 1237 par Marguerite, nièce de Raoul VIII de Beaumont, et dans laquelle furent inhumés Jean de Brienne, roi de Jérusalem (v1164-1237) et son fils Louis Ier d'Acre de Brienne (v1225-1297 ou 1301).

- Les communes de l'ancien canton de Sainte-Suzanne ainsi que Saulges et Saint-Georges-le-Fléchard, faisaient partie de la Communauté de communes d'Erve et Charnie.
- La communauté catholique de Sainte-Suzanne et des communes environnantes est regroupée au sein de la paroisse de Saint Barnabé-en-Charnie.
- Une avenue de Sainte-Suzanne-et-Chammes (RD9) porte le nom d'Erve-et-Charnie.
- À voir au cœur ou aux abords de la forêt :
  - Le dolmen de la pierre-au-diableLa pierre au diable dite aussi table des diables

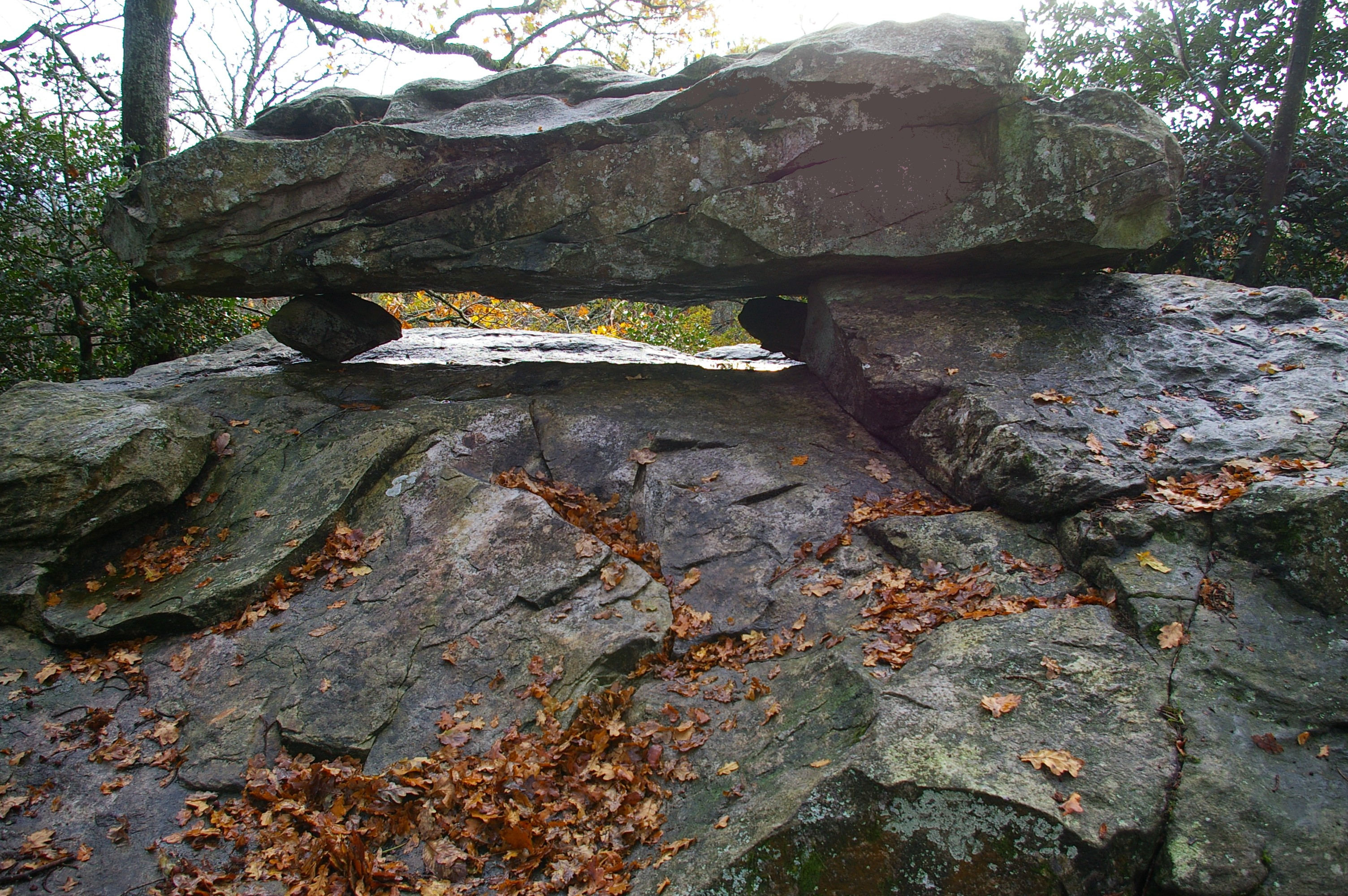
La pierre au diable dite aussi table des diables

  - la statue de Notre-Dame de Beausoleil, appelée aussi la Vierge des bois, statue en fonte de grand modèle qui représente Notre-Dame de Lourdes, érigée en 1874 en reconnaissance d'une faveur obtenue en 1873, et bénie solennellement le 20 septembre 1874. Des pèlerinages y eurent lieu chaque année, le 15 août, jusque dans les années 1980. Sentier balisé à partir du site du Tertre Ganne.La vierge des bois dite aussi de Beausoleil

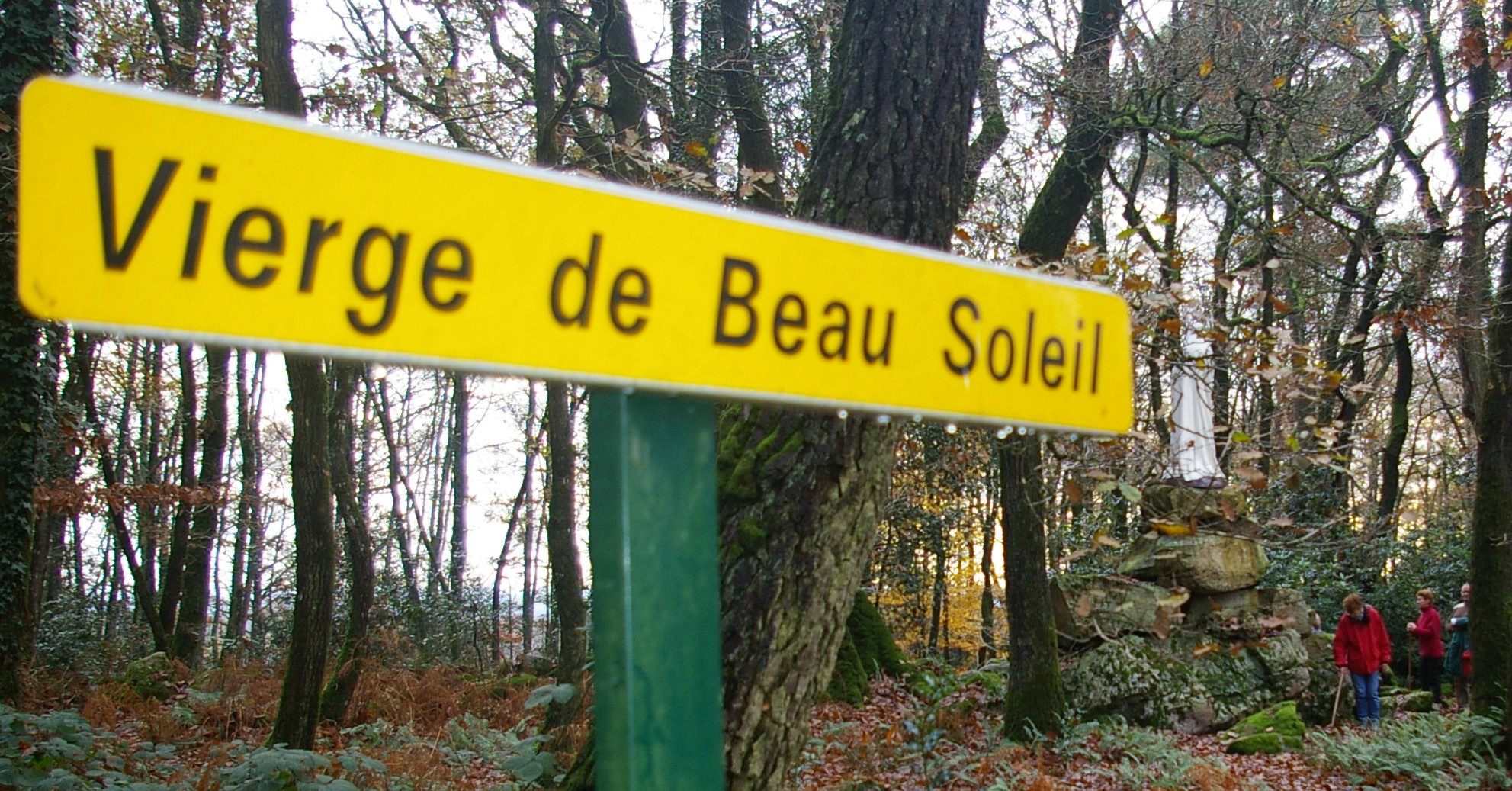
La vierge des bois dite aussi de Beausoleil

  - Le site du Tertre Ganne à Sainte-Suzanne-et-Chammes et du Tertre blanc (statue du Sacré-Cœur) à Torcé-Viviers-en-Charnie.

## Les forêts

### Forêt domaniale de la Petite-Charnie
D'une superficie de 716 ha, la forêt domaniale de la Petite-Charnie s'étend sur les communes de Saint-Symphorien, Neuvillette-en-Charnie, Parennes, Tennie, Ruillé-en-Champagne, Chemiré-en-Charnie... 
On y trouve des feuillus, (chênes, charmes, hêtres, trembles, châtaigniers…), et des résineux (douglas, sapins de Nordmann, pins maritimes, pins Laricio…). 
L'ensemble de la forêt est inventoriée en Zone Naturelle d'Intérêt Ecologique Floristique et Faunistique, du fait d'une faune très riche, notamment en ce qui concerne l'ornithologie.

### Forêt de la Grande-Charnie
Cette forêt s'étend notamment sur les communes de Torcé-Viviers-en-Charnie, Saint-Denis-d'Orques, Blandouet, Chammes, Saint-Jean-sur-Erve, Saint-Léger, Livet (Bois des Vallons) et Sainte-Suzanne.
Points culminants : Signal de Viviers, 290 m., Saint-Nicolas, 269 m., le Mont-Noir, 222 m. 
Un projet de carrière dans cette forêt est abandonné en 2009 à la suite d'une mobilisation.

## Histoire

### Haut Moyen Âge
Saint Aldric, évêque de 832 à 856, est le premier qui défricha la forêt de la Charnie en y créant cinq établissements agricoles. À partir du XIe siècle, les grands seigneurs favorisèrent par des concessions de droits ou de domaines les paroisses ou les familles religieuses qui se fondèrent dans leurs vastes possessions : Guy donne à l'église de Saulges son bois de Saulges dans la Charnie, avec droit de panage et la cire, en 1050 ; Patrice de Sourches permet de prendre dans la Petite-Charnie le bois vif pour construire l'église de Bernay et les bâtiments des moines, et le bois mort pour ceux de leurs hommes, 1080-1090; Raoul VII de Beaumont-au-Maine , seigneur de Sainte-Suzanne, témoin des grands exemples de vertus de saint Alleaume, l'autorisa à fonder un couvent de religieuses qu'on appela indifféremment Abbaye de la Charnie ou d'Étival-en-Charnie (1109).

### Moyen Âge
L'ermite saint Alleaume, disciple de Robert d'Arbrissel, s'établit en effet à la fin du XIe siècle et au début du XIIe siècle d'abord au lieu-dit Saint-Nicolas, entre Blandouet et Torcé-Viviers-en-Charnie, puis fonde en 1109, à la suite de sa rencontre avec le vicomte Raoul VII de Beaumont-au-Maine , seigneur du château voisin de Sainte-Suzanne, une abbaye de femmes à Étival-en-Charnie.Les vicomtes de Beaumont continuèrent aux religieuses les mêmes libéralités; mais, comme en 1396 elles se plaignaient qu'on mettait quelque empêchement au droit de pacage qu'elles avaient dans la forêt jusqu'à la rivière d'Erve, le comte d'Alençon , alors seigneur de Sainte-Suzanne, leur fit répondre qu'elles ne pouvaient lâcher leurs porcs dans les bois qu'après les trois proclamations faites chaque année. La chartreuse du Parc-en-Charnie dotée, en 1225, par la comtesse Marguerite de Fiff et le vicomte Raoul VIII de Beaumont-au-Maine , clôt magnifiquement l'ère de ces fondations.
Pour exercer leurs droits seigneuriaux et veiller à leurs intérêts dans la forêt de Charnie, les vicomtes de Beaumont avaient un segrayer, qui était lui-même un riche seigneur. Patry de Montgiroul exerçait, en 1406, cette fonction qui, par alliance, passa aux seigneurs de La Chapelle-Rainsouin. Georges de Préaux en était pourvu en 1565. Le segrayer devait « faire bon à son seigneur les deux tierces parties des avoynes, gélines et deniers de la recepte à ses propres coustz et despens ». Il avait « les masles des oyseaux de proie qui procédoient de la forest, faucons, autours, éperviers, laniers »; toutefois, le baron de Sainte-Suzanne, René d'Alençon , prétendait (1480) que le segrayer devait les lui garder à ses dépens. Personnellement le seigneur de La Chapelle prenait dans la forêt tout le bois nécessaire pour la réparation de ses domaines, à condition que ses sujets aidassent à faire les haies et fossés et à « huer », quand le vicomte de Beaumont voulait chasser.
Le Tertre Ganne, situé en lisière de forêt juste en face et en léger surplomb de la forteresse de Sainte-Suzanne, joua un rôle important durant la guerre de Cent Ans (prise de Sainte-Suzanne, commandée par Ambroise de Loré , par les Anglais  du comte de Salisbury  en 1425).

### Époque moderne
Le roi Henri III   permit, en 1574, à Henri de Navarre  d'aliéner la forêt de la Charnie, qui se trouva démembrée. Les seigneurs de Bouillé  en possédaient une grande partie.
Louis Gruau captura 67 loups dans la région de la Charnie sur sa paroisse en un court espace de temps, ce qui lui valut d'être présenté à Louis XIII par Hercule de Rohan, grand veneur de France, et de publier chez Pierre Chevalier en 1613 un ouvrage sur la capture des loups : Nouvelle invention de chasse pour prendre et oster les loups de la France, comme les tables le démonstrent, avec trois discours aux pastoureaux françois. 

### Période de la Révolution et de l'Empire
Les bois de la Charnie devinrent biens nationaux en 1791. Les chouans de Louis Courtillé dit Saint-Paul s'y tenaient ordinairement.
Ce fut aussi l'asile des réfractaires en 1811-1812, qui reconnaissaient Morin pour leur chef. En prévision du retour de ces actes de rébellion, le gouvernement fit percer, en 1813, de longues allées dans la Grande-Charnie, et engagea le marquis de Sourches de Tourzel à exécuter des travaux analogues dans la Petite-Charnie.

### Anciennes industries et carrières
Les richesses minérales du sol avaient permis l'établissement de deux industries :
- Les verreries furent au nombre de six, mais aucune ne fonctionnait plus en 1730 ;
- Les forges, aussi nombreuses à une époque ancienne, étaient réduites à trois en 1732 : Moncor, Chemiré et La Conuère.

Par ailleurs des carrières de grès étaient actives tant à Torcé-Viviers-en-Charnie (Tertre blanc) qu'à Sainte-Suzanne (Tertre Ganne), produisaient des pavés pour les aux rues de Paris.

## La légende de la Dame verte

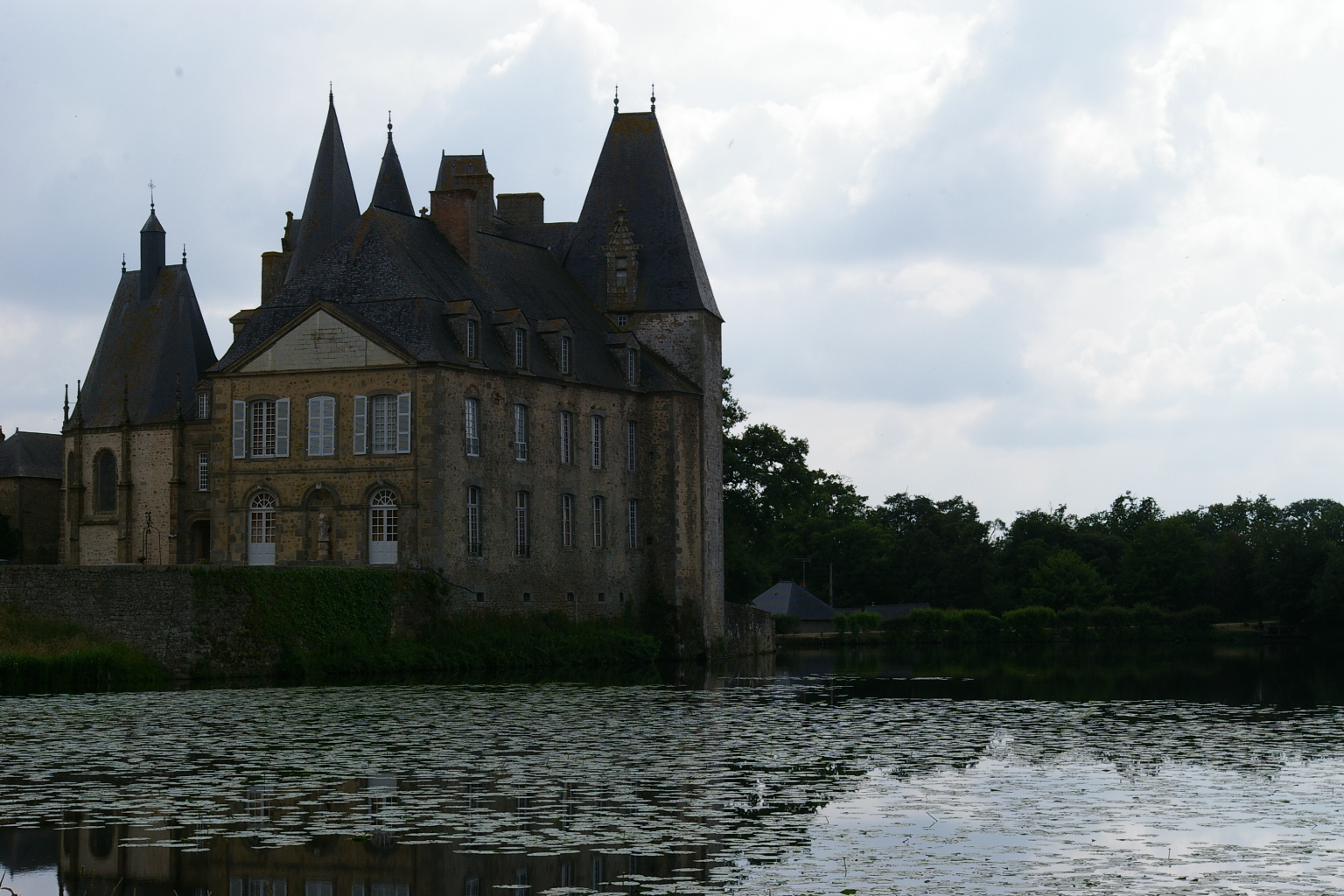
Le château et son étang au crépuscule

Éléonore-Renée de Bouillé, seule héritière d'une immense fortune, épousa en 1644 Henry de Daillon, marquis d'Illiers, fils du comte du Lude, dont elle n'eut pas d'enfants. Éléonore (†1681) est l'une des plus célèbres figures de la famille de Bouillé. Elle est célèbre pour ses excentricités masculines allant peu à la cour elle passait son temps au château de la Meute, ne s'occupant que de chasse, de chevaux et de chiens. Ayant hérité de son père d'immenses terres et d'une autorité qui l'avait fait surnommer le grand roi de la Charnie. 
Mentionnée dans la correspondance de Madame de Sévigné, elle paraît cependant peu à la Cour et préfère se consacrer à sa passion, la chasse, en forêt de Charnie. Elle a fait l'objet de légendes mettant en scène sa cruauté. 
On dit que son spectre, celui de la "Dame verte", hantait les murs du château du Rocher à Mézangers, propriété de la famille de Bouillé à partir de 1624.
D'après la légende, le Château du Rocher serait le cadre d'apparitions régulières d'une belle dame habillée de vert. Il s'agirait d'Éléonore de Bouillé, duchesse du Lude, qui reviendrait périodiquement visiter son domaine. De son vivant, elle avait été une belle femme, chasseresse impénitente, au point d'avoir un jour pénétré à cheval et avec ses chiens dans la chapelle de l'abbaye d'Étival-en-Charnie, ce qui lui vaudrait peut-être cet éternel purgatoire…
Voici ce qu'en dit l'Abbé Angot : 
« La Dame verte, comme les Dames blanches qu'on connaît ailleurs, préside aux destinées du château, montrant par des manifestations mystérieuses l'intérêt qu'elle prend aux évènements de la famille qui l'habite. »
La commune de Mézangers a baptisé « rue de La Dame verte » la rue qui mène au château.

### Sources et bibliographie
« Forêt de Charnie », dans Alphonse-Victor Angot et Ferdinand Gaugain, Dictionnaire historique, topographique et biographique de la Mayenne, Laval, A. Goupil, 1900-1910 [détail des éditions] (BNF 34106789, présentation en ligne)